# Saint Seiya: Brave Soldiers
Saint Seiya: Brave Soldiers (聖闘士星矢 ブレイブ・ソルジャーズ, Seinto Seiya Bureibu Sorujāzu) est un jeu vidéo développé par Dimps et édité par Namco Bandai exclusivement sur PlayStation 3 en 2013.
C'est un jeu vidéo basé sur le manga Les Chevaliers du Zodiaque de Masami Kurumada. Il est le premier titre de Saint Seiya publié aux États-Unis.

## Système de jeu
Brave Soldiers est un jeu de combat qui offre au joueur la possibilité de choisir parmi plus de 50 personnages. La super jauge (Cosmo Gauge (小宇宙ゲージ, Kosumo Gēji)), rechargeable grâce à des combos ou à la pression de la touche appropriée, elle se réfère à la quantité de Cosmos que le personnage peut exploiter pour utiliser ses attaques spéciales, le super élan (Burst Dash (バーストダッシュ, Bāsuto Dasshu)), les attaques impétueuses (Burst Attack (バースト攻撃, Bāsuto Kōgeki)), et l'attaque ultime (Big Bang Attacks (ビッグバンアタック, Biggu Ban Atakku)), cette dernière exploitant des animations en cel-shading. La présence d'une autre jauge, qui se remplit automatiquement pendant le combat, permet au joueur de s'éveiller au Septième Sens (Seven Senses Awakening (セブンセンシズ覚醒, Sebun Senshizu Kakusei)) et de renforcer tous les coups. Les capacités d'un personnage peuvent être augmentées grâce à l'équipement d'objets spéciaux, les orbes (オーブ, Ōbu). Le mode de jeu The Saint Chronicle (セイントクロニクル, Seinto Kuronikuru) permet au joueur d'affronter des batailles qui recouvrent les 3 arcs narratifs principaux du manga: le Sanctuaire, Poséidon, et Hadès. La présence du mode Guerres Galactiques (Galaxian Wars - ギャラクシアンウォーズ, Gyarakushian Wōzu), la classique modalité tournoi où on pourra choisir et personnaliser les conditions de victoires des combats, de la modalité Survie et de la modalité Collection font de ce jeu un bon titre très fidèle au manga, parfait pour les fans de la sèrie.